# ORP Bielik (2003)
Pour les autres navires du même nom, voir ORP Bielik.
L'ORP Bielik (296), anciennement KNM Svenner (S309), est l’un des quatre sous-marins de classe Kobben (type 207) en service dans la marine polonaise. Le navire et ses sister-ships ont été construits entre 1964 et 1967 par Rheinstahl Nordseewerke GmbH à Emden, en Allemagne de l’Ouest, pour la Marine royale norvégienne. Les sous-marins de classe Kobben ont été donnés à la Pologne dans la période 2002-2004 après avoir été remplacés en Norvège par des sous-marins de classe Ula. Avant d’entrer en service actif en Pologne, le bateau a été modifié à Gdańsk.

## Fabrication
Le navire a été commandé dans le cadre d’un programme d’approvisionnement de cinq ans, approuvé en juillet 1959, auprès de Nordseewerke à Emden en Allemagne, où la quille a été posée en 1965. Il a été lancé le 27 janvier 1967 et achevé le 1er juillet 1967. Contrairement aux autres navires de la classe, le navire était équipé pour former les officiers. Il disposait de deux périscopes et la coque était allongée d’un mètre.
Il est entré en service dans la marine royale norvégienne en 1967 sous le nom de KNM Svenner, et après son retrait du service en 2001, le navire a été transféré à la marine polonaise. Le drapeau polonais a été hissé le 8 septembre 2003, et la mise en service et le baptême ont eu lieu le 24 octobre 2003. Sa marraine était Jolanta Banach. Depuis le début de l’année 2005, l’ORP Bielik et d’autres navires de la marine polonaise participent à l’opération Active Endeavour de l’OTAN en mer Méditerranée. Jusqu’en février 2011, l’unité a participé à trois missions en Méditerranée : janvier à avril 2005, octobre 2006 à mars 2007 et octobre 2010 à février 2011. En juin 2017, il participe aux manœuvres BALTOPS.
Début 2021, l’Agence des biens militaires a annoncé l’acquisition du navire auprès de la Marine pour la vente au troisième ou au quatrième trimestre de la même année. Le navire a été désarmé le 14 décembre 2021.